# カービィのエアライダー
『カービィのエアライダー』は、任天堂より2025年11月に発売される予定のNintendo Switch 2専用のアクションレースゲーム。

## 概要
星のカービィシリーズのレースゲームとして開発された『カービィのエアライド』の続編として22年ぶりに発売される。
ディレクターはシリーズ生みの親であり、前作『エアライド』を手がけた桜井政博が担当。桜井が星のカービィシリーズに関わるのは『星のカービィ ロボボプラネット』の監修以来9年ぶり、ディレクターとしては『エアライド』以来22年ぶりとなる。
開発はハル研究所ではなく、桜井が所属・代表取締役社長を務めるソラと『大乱闘スマッシュブラザーズ for Nintendo 3DS / Wii U』以降の桜井のディレクター作品を担当しているバンダイナムコスタジオの共同開発である。

### ゲームモード
エアライド
ローカル通信やインターネット通信では最大6人で遊べる
シティトライアル
ローカル通信では最大8人、インターネット通信では最大16人で遊べる。

### ライダー
エアライドマシンに乗ってレースをするキャラクター。ライダーごとに性能が異なる。本作では、どのライダーでもコピーを取得することができる。
- カービィ
- デデデ大王
- メタナイト
- バンダナワドルディ
- コックカワサキ
- キャピィ
- マホロア
- グーイ
- ナックルジョー
- スージー
- スターマン

### エアライドマシン
ライダーが使用する乗り物。カテゴリーはスター型、バイク型、二輪型に分かれ、各カテゴリーごとに様々な性能のエアライドマシンがある。

## 音楽
本ゲームの発売に先駆けて、2025年8月19日から楽曲の一部（7曲）をNintendo Switch Online加入者限定の音楽配信サービス「Nintendo Music」にて、配信を開始した。